# 約瑟夫·費因斯
約瑟夫·范恩斯（1970年5月27日—）是一名英國男演員，他最著名的演出是在莎翁情史中飾演的莎士比亞。他的长兄是好莱坞著名演员雷夫·范恩斯，外甥也是演員希羅·范恩斯·提芬。

## 外部連結
- Joseph Fiennes在互联网电影资料库（IMDb）上的資料（英文）